# Georg Herber

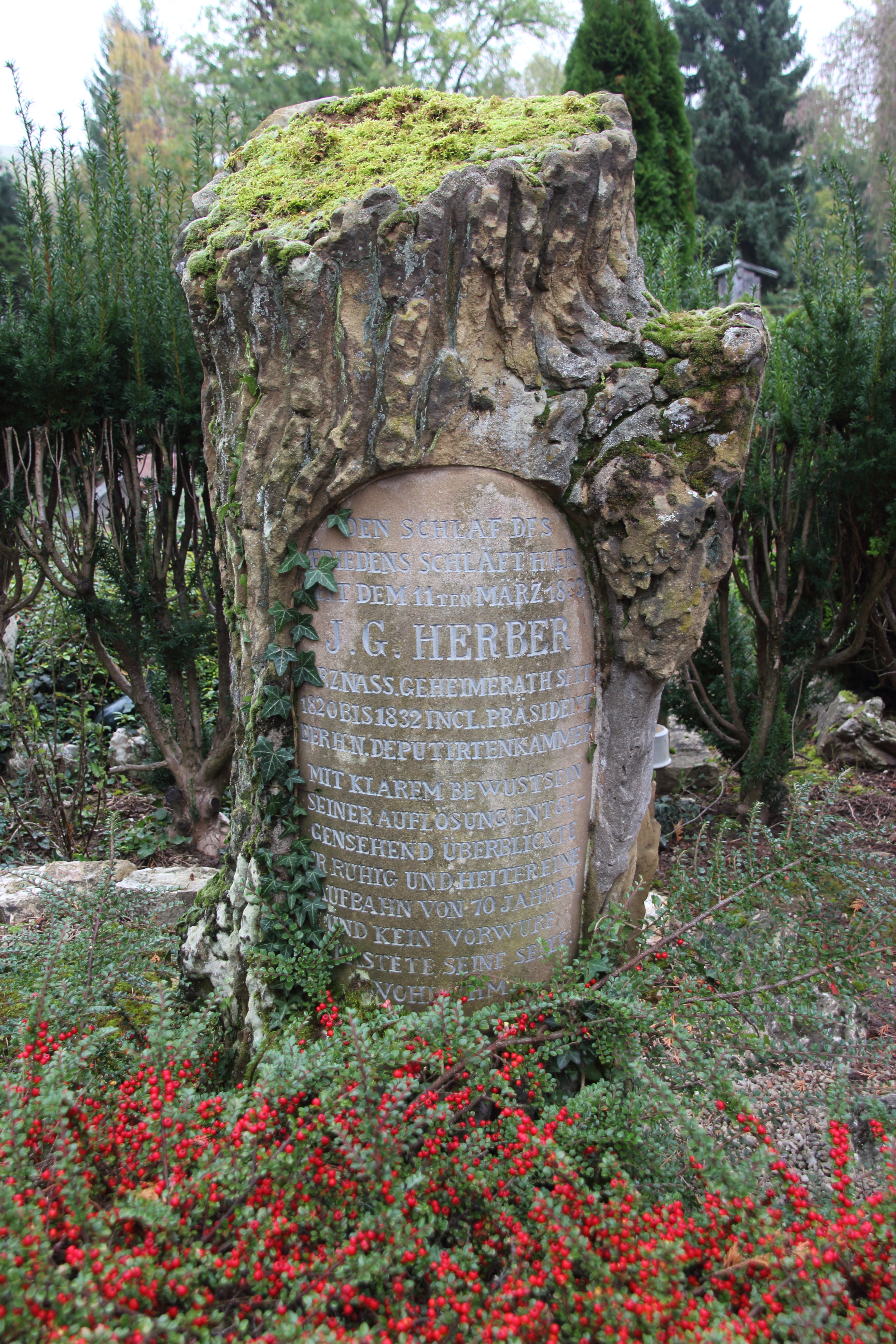
Grabmal Georg Herber auf dem Friedhof Eltville

(Johann) Georg Herber (* 30. Januar 1763 in Winkel; † 11. März 1833 in Eltville) war ein nassauischer Jurist und Politiker. Von 1818 bis 1832 war er Mitglied des Nassauischen Landtags und dort langjähriger Präsident der zweiten Kammer.

## Leben und Ausbildung
Nach einem Studium der Rechtswissenschaften war Georg Herber 15 Jahre lang Kurmainzer Justiz- und Verwaltungsbeamter. Er war unter anderem Amtsvogt in Geisenheim, seit 1801 Amtskeller in Eltville, 1805–1815 Amtmann mit dem Titel Justizrat Eltville. Nach Disziplinaruntersuchungen wegen oppositioneller Äußerungen schied Georg Herber "freiwillig" 1815 ohne Pensionsansprüche aus dem Staatsdienst aus und erwarb den Draiser Hof. Diesen verkaufte Herber im Jahre 1828 an Gisbert Freiherr von Bodelschwingh-Plettenberg und erwarb im selben Jahr den Schmidtburg'schen Hof in Eltville (Rheingauer Straße 54).

## Politik
Georg Herber wurde bei den ersten Wahlen 1818 für die Gruppe der Grundbesitzer im Wahlbezirk Wiesbaden in die Zweite Kammer der Landstände des Herzogtums Nassau gewählt. 1819 wurde er der Nachfolger von Christian Wilhelm Snell als Präsident der Deputiertenkammer. 1825 wurde er erneut gewählt und auch im Präsidentenamt bestätigt.
Die zweite Wahlperiode wurde durch den Nassauischen Domänenstreit geprägt. Herber war in diesem Streit wichtigster Vertreter der liberalen Opposition. Mit seinem aufsehenerregenden Buch "Der Domänenstreit im Herzogtum Nassau" sowie weiteren juristischen und politischen Abhandlungen überzeugte er breite Teile des Parlamentes und der Bürger und zog sich den Hass des Herzogs zu.
1832 wurde ihm das Mandat aberkannt, da er zu den 15 Abgeordneten gehörte, die aus Protest gegen den Pairsschub von 1831 im Rahmen des Nassauischen Domänenstreites den Landtag 1832 boykottierten. Das Nassauische Hof- und Appellationsgericht (das zu diesem Zweck von Wiesbaden in das ländliche Usingen verlegt worden war), verurteilte ihn am 3. Dezember 1832 wegen Majestätsbeleidigung und anderer „Vergehen“ zu 3 Jahren Festungshaft auf der Marksburg. Herber wurde kurzzeitig aus der Untersuchungshaft entlassen. Nachdem auch ein Gnadengesuch vom Herzog abgelehnt worden war, starb er vor Antritt der Festungshaft am 11. März 1833 in Eltville an einer schweren Krankheit. Er ist auf dem Eltviller Friedhof begraben. Die Inschrift auf seinem Grab lautet: "Und kein Schatten eines Vorwurfs belastet seine Seele. Wohl ihm!"

## Familie
Georg Herber wurde als Sohn des Küfers und Weingutbesitzers (Johann Georg) Anton Herber (* 4. Oktober 1731 in Bommersheim; † 1. Juni 1794 in Winkel) und seiner Frau Klara Elisabeth, geborene Gerster (4. November 1736 – 29. Juni 1825) geboren.
Georg Herber heiratete 1799 in Geisenheim seine Frau Margarethe geborene Travers. Er war römisch-katholisch.

## Schriften
- Der Domainen-Streit im Herzogthume Nassau, aus seinen Urquellen erläutert und nach Rechtsgrundsätzen gewürdigt. J. D. Sauerländer, Frankfurt am Main 1831.